# Gergny
Gergny är en kommun i departementet Aisne i regionen Hauts-de-France i norra Frankrike. Kommunen ligger  i kantonen La Capelle som ligger i arrondissementet Vervins. År 2022 hade Gergny 131 invånare.

## Befolkningsutveckling
Antalet invånare i kommunen Gergny
Referens: INSEE